# Regia forza di difesa aerea saudita
La Regia forza di difesa aerea saudita (in arabo: قوات الـدفاع الجوي الـملكية السعودية) è la quarta forza armata saudita. È stata istituita nel 1955 e fino al 1966 era parte dell'esercito. Suo primo comandante è stato il giovanissimo principe Khalid bin Sultan Al Sa'ud. Ha sede a Riad nel palazzo del Ministero della difesa.
Questa forza armata ha a disposizione i seguenti armamenti:
- 17 radar a lungo raggio a ricerca tridimensionale AN/FPS-117 della Lockheed Martin;
- 6 radar tattici di ricerca aerea portatili AN/TPS-43 della Northrop-Grumman;
- Raytheon MIM-23 Hawk;
- MIM-104 Patriot;
- doppi cannoni terra-aria della Oerlikon-Bührle.[2]